# Klatschspiel
Klatschspiel ist ein Oberbegriff für viele Arten von Kinderspielen, die durch das Klatschen der eigenen oder der Hände eines Partners gespielt werden. 

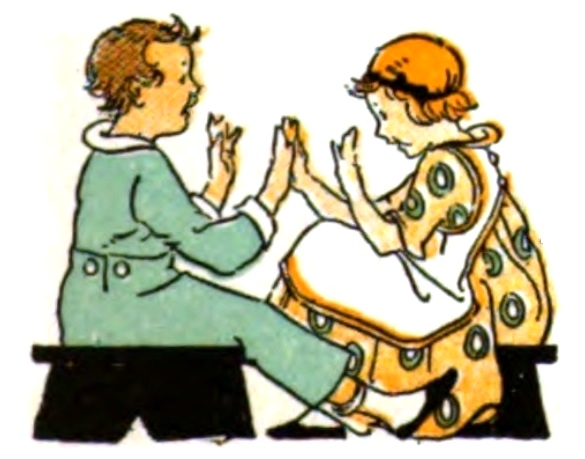
Kinder beim Klatschspiel

## Ablauf
Oft werden dabei Reime aufgesagt oder Spiellieder gesungen, weshalb die Klatschspiele manchmal auch „Reimspiele“ genannt werden. Meist werden Klatschspiele zu zweit gespielt, indem sich die Partner gegenüberstehen und in verschiedenen Variationen in die Hände klatschen. Je nach Geschicklichkeit und gegenseitigem Verstehen klatscht man auch auf Oberschenkel, auf die Wange, über dem Kopf oder gegenseitig links, rechts oder zusammen, gegenseitig über Kreuz usw. 
Ein rhythmisch dabei aufgesagter Kinderreim, der zum Teil überliefert oder selbst erdacht wurde und an Abzählreime erinnert, dient der Einhaltung der Klatschgeschwindigkeit. Manche Klatschspiele werden neben dem Händeklatschen je nach Reim auch durch darstellende Bewegungen des jeweiligen Verses ausgeführt. Ein bekanntes Klatschspiel mit einem Nonsenstext ist beispielsweise "Em pom pie".

## Verbreitung
Derartige Spiele scheinen weltweit verbreitet zu sein. So schreibt G. Koch 1963 im Begleitmaterial zu seinem filmischen Forschungsdokument Mikronesier (Gilbert-Inseln, Nonouti), Kinderspiele:
Meist sitzen dann zwei Mädchen...einander gegenüber, singen ein altes Kinderlied und schlagen ihre Handflächen gegenseitig ineinander, in wechselnder Folge, doch im Rhythmus des Liedes. Zu jedem dieser Lieder gehört eine andere Schlagfolge, die auch das Schlagen eigener Körperteile einschließen kann.

## Beispiel
Bei Mül - lers hat's ge - brannt, brannt, brannt,

da bin ich hin - ge - rannt, rannt, rannt,

da kam ein Po - li - zist, zist, zist,

der schrieb mich auf die List, List, List,

die List fiel in den Dreck, Dreck, Dreck,

da war mein Na - me weg, weg, weg,

da lief ich schnell nach Haus, Haus, Haus,

und die Ge - schicht war aus, aus, aus.